# Gaius Genucius Clepsina
Gaius Genucius Clepsina war ein römischer Politiker in der ersten Hälfte des 3. Jahrhunderts v. Chr.
Vater und Großvater trugen laut den Konsularfasten den Namen Lucius, weswegen der Konsul von 303 v. Chr., Lucius Genucius Aventinensis, als sein Vater angesehen wird.
Gaius Genucius Clepsina selbst wurde im Jahr 276 v. Chr. zusammen mit Quintus Fabius Maximus Gurges  zum Konsul gewählt. Im Jahr 270 v. Chr. bekleidete er neben seinem Kollegen Gnaeus Cornelius Blasio erneut den Konsulat und war den antiken Schriftstellern Orosius und Dionysios von Halikarnassos zufolge in diesem Jahr an der Operation gegen die Legio Campana beteiligt. Dabei handelte es sich um die abtrünnige Besatzung von Rhegium, deren Bekämpfung im Vorjahr sein Bruder Lucius Genucius Clepsina als Konsul begonnen hatte. Den Fasti Capitolini zufolge feierte letztlich jedoch sein Amtskollege den Triumph über Rhegium.
In einer Inschrift, die sich in einem Heiligtum in Caere befindet, wird ein gewisser Gaius Genucius Clepsina genannt, der dort als Präfekt bezeichnet wird. Höchstwahrscheinlich handelt es sich um dieselbe Person.
Über Gaius Genucius Clepsina ist nichts Weiteres bekannt; spätere Genucii führten kein cognomen mehr.